# 兼山橋
兼山橋（かねやまばし）は、岐阜県加茂郡八百津町と可児市（旧可児郡兼山町）の木曽川に架かる橋梁である。かつては岐阜県道365号和知兼山停車場線の一部だったが、同路線の廃止により岐阜県道381号多治見八百津線に移管された。
現在の橋は4代目である。初代、2代目は有料であった。

## 概要
- 供用：1967年（昭和42年）11月29日
- 延長：94.0m
- 幅員：6m
- 区間：岐阜県加茂郡八百津町和知 - 岐阜県可児市兼山

## 沿革
1891年（明治24年）9月5日、兼山橋（初代）が開通する。延長265尺（約80m）、幅10尺（約3m）の全木製の吊り橋であった。開通当初の料金は、人が7厘、荷車人力車が2銭、牛馬が2銭5厘であった。位置は現在の兼山橋の約900m下流であった。
1907年（明治40年）、兼山橋（初代）の老朽化により、同じ位置に兼山橋（2代目）が開通する。
1923年（大正12年）6月11日、現在の兼山橋の下流約500mの位置に、兼山橋（3代目）が開通する。橋は岐阜県が築き、無料の橋となった。延長107.5m、幅3.5mの鉄骨製の吊り橋であった。
昭和30年以降、自動車の通過が著しく増加し、兼山橋（3代目）も老朽化が進んでしまう。1965年（昭和40年）10月に橋桁が破損し、全面通行止めとなる。また、ワイヤーの腐食が深刻となり、兼山橋（3代目）は人間・二輪車専用となる。
1967年（昭和42年）、兼山橋（4代目）が開通する。兼山橋（3代目）は人間専用となる。しかし老朽化が進行し、1992年（平成4年）に通行禁止となり、1995年（平成7年）に解体される。